# Jeziorany (gemeente)
De gemeente Jeziorany is een stad- en landgemeente in het Poolse woiwodschap Ermland-Mazurië, in powiat Olsztyński.
De zetel van de gemeente is in Jeziorany.
Op 30 juni 2004 telde de gemeente 8185 inwoners.

## Oppervlakte gegevens
In 2002 bedroeg de totale oppervlakte van gemeente Jeziorany 213,51 km², waarvan:
- agrarisch gebied: 70%
- bossen: 18%

De gemeente beslaat 7,52% van de totale oppervlakte van de powiat.

## Demografie
Stand op 30 juni 2004:
| Omschrijving                   | Totaal | Totaal | Vrouwen | Vrouwen | Mannen | Mannen |
| ------------------------------ | ------ | ------ | ------- | ------- | ------ | ------ |
| eenheid                        | aantal | %      | aantal  | %       | aantal | %      |
| inwoners                       | 8185   | 100    | 4221    | 51,6    | 3964   | 48,4   |
| bevolkingsdichtheid (inw./km²) | 38,3   | 38,3   | 19,8    | 19,8    | 18,6   | 18,6   |

In 2002 bedroeg het gemiddelde inkomen per inwoner 1568,98 zł.

## Administratieve plaatsen (sołectwo)
Derc, Jeziorany-Kolonie, Franknowo, Kiersztanowo, Kikity, Kostrzewy, Kramarzewo, Krokowo, Lekity, Miejska Wieś, Olszewnik, Pierwągi, Piszewo, Polkajmy, Radostowo, Studnica, Studzianka, Tłokowo, Potryty, Wójtówko, Żerbuń, Żardeniki.

## Overige plaatsen
Wólka Szlachecka, Wilkiejmy, Modliny, Ustnik, Wójtówko.

## Aangrenzende gemeenten
Barczewo, Bisztynek, Biskupiec, Dobre Miasto, Dywity, Kiwity, Kolno, Lidzbark Warmiński